# Rosenbergia megalocephala
Rosenbergia megalocephala is een keversoort uit de familie van de boktorren (Cerambycidae). De wetenschappelijke naam van de soort werd voor het eerst geldig gepubliceerd in 1886 door Jacobus Rudolfus Hendrik Neervoort van de Poll.